# Веркон
Публічне акціонерне товариство «ВЕРКОН» (ПАТ «ВЕРКОН») — верстатобудівний завод у Києві, раніше ВАТ «ВЕРКОН», раніше ВАТ «Київський верстатобудівний концерн», ще раніше Київський завод верстатів-автоматів імені Максима Горького.
Завод заснований в 1933. 1937-го він пройшов державну реєстрацію й почав називатися Київським заводом верстатів-автоматів ім. Горького. Найбільший у СРСР виробник та експортер обладнання для механічної обробки металу. У 1976 на базі підприємства створене Київське верстатобудівне об'єднання, яке 1992-го перетворене на Київський державний завод верстатів-автоматів. В 1995 ухвалене рішення про створення кількох акціонерних товариств на базі концерну.

## Історія

### Довоєнний період
У 1930 році на 1 Українському з'їзді будівельників у м. Харкові була розглянута перспектива розвитку новобудов II п'ятирічки, в тому числі необхідність будівництва верстатозаводу в м. Києві.
Постановою РНК СРСР від 3 вересня 1933 виконання проектних робіт з будівництва заводу здійснював інститут «Станкоінпроект» м. Москви. 23 січня 1934 Нарком НКВП Орджонікідзе наказом № 114 зобов'язав «Промбудпроект» м. Москви приступити до розробки проекту Київського верстатозаводу.
Рішення про будівництво заводу верстатів-автоматів у Києві ухвалено Постановою Політбюро ЦК КП України 23 березня 1934 року (протокол № 28). З цього часу велися всі підготовчі роботи: вибір площадки під будівництво, розробка проектного завдання, підбір керівництва.
Наказом № 816 по Народному комісаріату важкої промисловості від 26 червня 1934 начальником будівництва Київського заводу токарних автоматів був призначений Гроссман Мирон Борисович (директор Харківського заводу «Серп і молот»).
Протоколом Главкомстанкоінструмента від 5 липня 1934 визначалася потужність заводу, що будується, на 2015 верстатів, загальна вартість будівництва визначена в 97.5 млн рублів.
Перший титульний список на 1934 рік був затверджений Управлінням верстатоінструментальної промисловості НКВП СРСР 14 липня 1934 з обсягом робіт в 1934 р. на суму 437 тис. крб., у тому числі в III кв. — 267 тис. крб.
Начальнику будівництва Гроссману було запропоновано негайно розпочати організацію експериментального цеху, після звільнення відчуженої будівлі цегляної майстерні (4960 м³) Святошинської МТМ, яка мала парове опалення, а також організувати підготовку кадрів на заводах Главку та інших заводах для цього цеху.
Вибір майданчика заводу затверджений Наркомом С. Орджонікідзе 2 липня. А 17 серпня прийнято Постанову Президії Київради про відведення території для будівництва заводу верстатів — автоматів.
Ділянка заводу знаходилася в західній частині міста Києва. Згідно з цим рішенням архітектурно-плановим управлінням міста відведено ділянку в розмірі 121 га в розпорядження «Станкостроя», включаючи територію Рубежівська сільськогосподарської колонії з невеликими металообробними майстернями та ливарної майстерні; площі, які були в розпорядженні колгоспу ім. Кагановича та площі та приміщення Святошинської машинно-тракторної станції та Святошинської машинно-тракторної майстерні.
Геологічні розробки, проведені Українським Геологогеодезичним трестом. Проектна площа забудови промисловими будівлями склала 4,13 га.
III квартал 1934 року був, по суті, організаційним періодом, за який комплектувався апарат управління, проводилися досліди, готувалася проектна документація, був зроблений відвід землі і попередні пропозиції з планування забудови заводу і селища, укладалися угоди на постачання.
Протоколом від 1 серпня потужність заводу встановлювалася в 1500 верстатів на рік, кошторисна вартість будівництва 97,5 млн руб, але з установкою 1-й, 2-й і 3-ї черги будівництва.
Постановою Ради Праці й Оборони СРСР № 870 від 3 вересня 1934 надано дозвіл на фінансування підготовчих та проектних робіт по заводу.
Постановою Ради Праці й Оборони СРСР № 962 від 21 вересня 1934 затверджено пропозицію НКТП СРСР про будівництво верстатобудівних, в числі інших заводів, і в тому числі заводу верстатів-автоматів у м. Києві, іменував його «Київський Станкострой» з підпорядкуванням Главкомстанкоінструменту.
Будівництво заводу було розпочато після затвердження генерального плану і кошторису на підготовчі роботи, які почалися 23 вересня.
Завод був запроектований на випуск одношпиндельних автоматів типу «ІНДЕКС» вагою до 2 тн і багатошпиндельних автоматів типу «Нью-Бріттен» вагою 8 тн.
Відповідно до цього в рамках 1-ї черги планувалося будівництво в обсязі механоскладального корпусу № 1; цеху легких автоматів; інструментального, ковальського, термічного, ремонтно — механічного і ряду інших об об'єктів.
29 вересня 1934 було відкрито фінансування будівництва заводу в Жовтневому відділенні Промбанку м. Києва. Через запізніле відкриття фінансування — один день банківських операцій «Верстатобуд» встиг використати лише 150 тис. крб. із запланованих на III квартал 1403 тис.крб.
IV квартал — це вже початок ремонтно-будівельних робіт в відчужених приміщеннях та будівлях з метою організації в них майстерень і житлових приміщень, складів.
3 жовтня почалися перші будівельні роботи в селищі — кладка 3-х перших брусових будинків. 10 жовтня закладена фабрика-кухня.
10 жовтня на будмайданчик заводу заїхали перші землекопи з лопатами, кіньми, возами. Почалися земляні роботи і на заводі.
У відчужених приміщеннях, використовуючи відчужено обладнання, організовувалися кузня і механічні майстерні, в яких налагоджувався випуск першої продукції, необхідної будівництву: завіси, петлі, болти, гайки і інші.
23 листопада 1934 на технічній нараді за Архітектурно-планувальному управлінні Київміськради (яку вів Марчук) було розглянуто проект планування селища верстатобудівний в м. Києві.
Перші будівельники розміщувалися, у переобладнаних під гуртожитки, відчужених будівлях Рубежівська колонії і колгоспу ім. Кагановича.
Були відремонтовані і відновлені будівлі під служби Станкостроя: головна контора будівництва, будинок громадських організацій, контора виконробів та інші.
У IV кв. були розпочаті роботи по загородження території, з будівництва тимчасової прохідної і приміщення пожежної станції.
Тривали роботи, розпочаті у вересні, з будівництва насосної з водонапірною баштою.
Будівництво проводилось господарським способом і що особливо важливо, проводилося комплексно: відразу зводилися і завод і селище. Підрядним способом велися тільки дорожні і спеціальні роботи.
Будівництво не мало власного транспорту, а користувалося найманим гужовим і автотранспортом, залізнична гілка (1,6 км) не була підведена.
На будівництві було 238 робітників, замість потрібних 397.
Головна проблема — відсутність житла. На перебудову під тимчасове житло необхідно було не менше 2-3 місяці, тому оргнабір не здійснювався, хоча комсомол Україна оголосив будівництво заводу «комсомольським».
На якості підбору персоналу з числа киян-позначалася відсутність засобів сполучення будівельного площі з містом. / Трамвай з міста йшов не постійно, а до заводу «Більшовик», до якого ходив маршрутний трамвай був далеко /.
1934 фактично залишився роком підготовчих робіт з освоєння території, підготовки проектних робіт; створення служб і підбору до них керівників.
6 листопада 1934 вийшов перший номер заводської газети «За радянський верстат».
У серпні 1934 року були створені громадські організації Верстатобуду і обрані її керівники.
За 1934 рік виконання плану промбудівництва / 2000 тис.руб. / Склав 109,5 % / 2191,1 тис. руб /. Був виконаний і зданий державі технічний проект вартістю 633 тис. руб., Якого не було в титульному списку 1934 року.
У зв'язку з наближенням зимового періоду основна увага була приділена спеціальним і дорожнім роботам, підведена електроенергія / побудована тимчасова трансформаторна підстанція /, укладені ширококолійні під'їзди і шляхи / 1,6-2 км /, підготовлена виїмка під колії / 2 км /, підведена тимчасове водопостачання, підготовлені шосейні дороги. Ці роботи виконувалися підрядним способом і витрачено було 374 тис. руб.
Було закладено будівництво 10 з 11-ти двоповерхових будинків / вони називалися тимчасовими дерев'яними будинками стандартного типу.
1935 перед колективом було поставлено завдання — підвести дах під основне будівництво, побудувати житлові будинки для будівельників.
З перших днів квітня і травня 1935 кипіла робота на будівництві: земельні, бетонні, цегляні та інші роботи, які виконувалися в основному вручну.
Наказом № 224 НКВП від 21.02.35р. в Києві організовано управління будівництва заводу верстатів токарних автоматів, найменовано «Київським верстатобудом».
Наказом № 530 НКВП від 28.04.35р. затверджено статут «Київського Верстатобуду» — заводу токарних автоматів. 25.05.35 р. він був зареєстрований в бюро державної реєстрації НК фінансів СРСР і 13.08.35 р. в Жовтневому райфінвідділі м. Києва.
В особі начальника будівництва Гроссмана об'єднали керівництво, як будівництвом, так і самим заводом — всією виробничою діяльністю, все вирішувалося між будівельниками та виробничниками з урахуванням спільних інтересів. Були затверджені: Головні інженери з будівництва заводу — Лайхтер і по його експлуатації — Лебіотко.
Послідовність будівництва велася таким чином, як мав розгортатися в майбутньому технологічний процес виготовлення верстатів-автоматів.
У селищі тривало будівництво будинків і соціально-побутових об'єктів: форпосту для позашкільних занять учнів шкіл, дитячих ясел і садів, лазні, їдальні, стадіону та інших об'єктів.
З 19 листопада 1935 Начальником будівництва заводу — директором заводу був призначений головний інженер з будівництва заводу Лайхтер Ілля Наумович замість Гроссмана М. Б., який був переведений директором київського заводу «Ленінська куниця».
Річний план будівельних робіт був виконаний 20 листопада 1935. Під дах були підведені всі промислові об'єкти будівництва, які приймалися під виробництво.
Паралельно з будівництвом заводу проводилась робота з підготовки виробництва верстатів. У серпні 1935 року була скомплектована конструкторсько-технологічна група. У відчуженому приміщенні Святошинського МТМ в серпні організувалися ділянці тимчасового експериментального цеху: інструментальна з інструментальної комори, термічна з 1-ї електропіччю лабораторного типу, потім знайшлося місце для конструкторського бюро і технологів, навпаки у флігелі — кузня. У цеху була механічна і складальна дільниці. Інтенсивно велася робота з комплектування виробництва верстатів кадрами. Почалися роботи над створенням першого верстата модель 127 типу «Берд».
Велику допомогу у підготовці кадрів для експериментального цеху, КБ та технологічної групи надали верстатобудівники Москви, Горького, Харкова. На початку 1935 року спеціально для верстатозаводу були направлені випускники з машинобудівного факультету КІІ / КПІ /, яких взяли до себе на стажування як і слюсарів — складальників вищевказані заводи. Машинобудівні заводи Києва та області направили на завод своїх фахівців: керівного складу, інженерно-технічних працівників, верстатників і слюсарів.
Прибули найкращі виробничники з Московського заводу «Червоний пролетар». Вони передавали досвід молодим робітником, вчили машинобудівним професіями будівельників, які побажали перекваліфікуватися / Всього з 15 жовтня 1935 через курси пройшли понад 1000 чоловік. Багато з них залишилося потім у Києві працювати на заводі /.
На початку грудня 1935 II сесія ЦВК СРСР ухвалила рішення забезпечити пуск першої черги Київського заводу токарних автоматів у 1936 р.
Річний план чисто будівельних робіт був виконаний з високою якістю. За кожним об'єктом будівництва був закріплений інженер техвідділу УКС, без візи якого на акті не проводились будь-які роботи або зміни у використанні якоїсь конструкції або матеріалів. Групі техвідділу доводилося правити робочі проекти Київських контор Промбудпроект і Югсантехпроекту. Працювали всі робітники на бригадному підряді. Залишалася висока плинність кадрів.
З серпня 1935 року в тимчасовому експериментальному цеху заводу, напружено працювали над створенням перших київських верстатів.
До кінця року на 2-х верстатах моделі 127 — типу «Берд» проводилися випробувальні роботи: провідний конструктор верстата Шаповал Віктор Іванович модернізував конструкцію верстата, розробленого Московським інститутом металорізальних верстатів. Першим директором заводу в квітні 1936 року став Головний інженер з експлуатації заводу / з початку 1935 / — Бабич Михайло Михайлович, який мав досвід виробництва верстатів — автоматів на Московському заводі. /
8 червня 1936 перший зразок поршня двигуна автомобіля, який був виготовлений на верстаті, був вручений одному з керівників уряду Україна-Постишеву П. П.
Разом з верстатами модель 127 проводилися роботи зі складання двох верстатів моделі 1105 типу «Кайзер» (провідний конструктор Карелов Павло Сергійович), який модернізував конструкцію цього верстата).
Першою верстат був складений у жовтні 1936 року, а другий в кінці року, прийняті держкомісією. Обидва верстати були відправлені на Московський підшипниковий завод. Це були перші промислові верстати заводу, яки принесли славу київським верстатобудівний завод.
22 лютого 1937 завод пройшов державну реєстрацію і став називатися Київським заводом верстатів-автоматів ім . М. Горького / реєстраційний номер 198 Жовтневого райфінвідділу м. Києва /.
У 1938 році було здано в експлуатацію механоскладальний цех № 1, термічний, модельний цехи, Пожежне депо.
На початку 1939 року введено в дію ковальський цех, заводська лабораторія та інші об'єкти.
Для забезпечення заводу до 100 тн на добу паливом була побудована і здана в експлуатацію вугільна шахта на Донеччині в 1939 р.
Конструктори працювали над випуском нових верстатів. Організовано цех наладки. На виставці в Москві був показаний верстат моделі 4-1136.
У квітні за досягнуті успіхи в освоєнні випуску нових токарних верстатів, в Кремлі, отримали державні нагороди 9 працівників заводу.
У квітні 1939 р. призначений новий директор заводу — Фомін Семен Якович. До цього працював / від листопада 1938 р. / головним інженером заводу, / переведений на завод з московського заводу ім. Орджонікідзе / був нагороджений медаллю.
Постановою Уряду розпочалося будівництво другого черги ливарного цеху.
У 1940 році завод вийшов до числа рентабельних підприємств країни.
Підсобне господарство заводу розширився до 35 га. На селищі були створені всі умови для організації культурно-побутових потреб мешканців.
У довоєнний період з 1936-41 рр. завод виготовив 1436 одношпиндельних і 148 багатошпиндельних автоматів. З травня 1941 року директором заводу, після переведення до Москви Фоміна С. Я. / Заступником міністра верстатобудівної промисловості /, став головний інженер заводу Бершадський Борис Лейбович.

### Війна
22 червня 1941 нормальна робота заводу була перервана війною. На цей час на заводі працювало 2429 людей. Згідно з рішенням Уряду від 29 червня: з 9 по 17 липня проводилася евакуація заводу (5 ешелонами, в 233 вагонах надіслано 449 одиниць верстатів та обладнання і 2049 людей) В м. Кизел Пермської області (Урал). Там завод розташувався в приміщеннях недобудованої вугільно-збагачувальної фабрики.
З 1 по 5 вересня були введені в експлуатацію 2 цехи. Основною продукцією заводу стали боєприпаси й вузли до танків, ротні міномети. У листопаді 1941 року завод був переданий в Наркомат танкової промисловості, йому було надано «номер» 185 і він став називатися заводом № 185 ім. Горького.
У Кизелі колектив поновлювався за рахунок місцевого населення — в основному це були 14-16 річні підлітки, які складали близько половини всіх робітників.
За зразкове виконання урядових завдань Указом Президії Верховної Ради СРСР від 20 січня 1943 року завод був нагороджений орденом Трудового Червоного Прапора. У червні 1942 року урядові нагороди отримали 10 працівників заводу, а в січні 1942 року — 34 працівники.
Поряд з продукцією для фронту, заводом тривав випуск верстатів, яких тільки в 1944 році було виготовлено 602.
При виконанні завдань під час війни більше 1000 людей були нагороджені медаллю «За трудову доблесть у ВВВ».
З початком 1946 року був припинений випуск військової продукції.

### Повоєнне відновлення виробництва в Києві
Після звільнення Києва рішенням Державного Комітету оборони вже з 10 листопада 1943 року були розпочаті роботи по відновленню заводу і підготовці до випуску продукції Директором заводу з березня 1944 року став Костенко Георгій Федорович, який з 1939 року працював директором Харківського заводу «Гідропривід», якій теж був евакуйований на Урал.
7 листопада 1944 колектив заводу рапортував Батьківщині про випуск першого верстата-автомата в звільненому Києві. Протягом 1946 — 47 років працівники повернулися на завод з Уральського заводу в м. Київ. У Кизелі завод припинив свою діяльність.

### 1950-і— 1980-і
Відновлення київського заводу була в основному завершено в 1951 році. У цей період завод виробляв верстати-напівавтомати 1261П, прутковий автомат 1262, напівавтомат 1290-4, Шестишпиндельний автомат 1265-6, швидкісний верстат 1336М, токарно — револьверний 1341 і 1340 з програмним перемиканням швидкостей і подач.
Київський завод верстатів-автоматів стрімко набирає обертів:
- 1958 рік — виготовлення десятитисячного верстата 1336 М; (150 таких верстатів було виготовлено для Лоянського підшипникового заводу КНР). Директором заводу в 1958 році був призначений Тарасинкевич Павло Петрович, який працював головним інженером заводу. (Костенко Г. Ф. був переведений на роботу в Держплан Україна). У 1966 році Тарасинкевичу П. П. присвоєно звання Героя Соціалістичної. Праці.
- У 1961 році освоєно серійний випуск верстатів 1А240.
- У 1965 році виготовлені верстати 1А290
- У грудні 1966 року випущений 2000-й токарний верстат 1А240-6
- У січні 1970 року −1 плавка чавуну на конвеєрній ділянці ливарного цеху.
- У квітні 1974 року введено першу чергу корпусу № 3.
- У 1975 році поставлено спец верстати КамАЗу

Великі кошти були виділені на технічне переозброєння. Побудовані нові виробничі площі, а також реконструйовані старі.
- 1985 році були виготовлені перші тюбінги для будівництва Київського метрополітену.
- 1986 році виготовлені електробури в агрегат для спорудження водонепроникних діаграм на ЧАЕС.

У ці роки було багато зроблено для поліпшення соціально — побутових умов для працюючих. Були побудовані: дитячий комбінат, спорткомплекс, санаторій-профілакторій, база відпочинку, повністю закінчена реконструкція заводського селища. Побудовано багато багатоповерхових будинків замість двоповерхових бараків.
У листопаді 1986 року Кальченко В. М. був переведений до Москви заступником міністра верстатобудівної промисловості СРСР. Генеральним директором став заступник генерального директора з виробництва Бідний Олександр Андрійович.
У 1987 році виготовлені Віброустановка для ЗБВ-5 і касетні установки для Домобудівельного комбінату № 1.
У 1988 році організований стоматологічний комплекс.
Організовано виробництво автоматизованих лазерних технологічних комплексів. Розпочато виготовлення верстата для обробки паркетних щитків моделі 2079 для «Головкиївміськбуду.»
З 1989 року настали тяжкі години в житті підприємства. Почалося падіння попиту на продукцію, поступово підприємство зменшувало обсяги виробництва, колектив залишали кадрові робітники і фахівці. Настав тривалий період економічного спаду. Необхідно було терміново приймати рішення — яку продукцію випускати, як далі виживати.
Були виготовлені залізобетонні конструкції для ЗБВ −5.

### 1990-і
1990 рік. Підготовлено верстат моделі 1Б265-Н на виставку до Англії.
У 1991 році утворено відділ маркетингу — зовнішньоторговельна фірма «Верстат-Київ». Утворений зубопротезний виробничий центр «Стоматологія».
У 1992 році створено окреме конструкторське бюро. Керівники всіх ланок були переведені на контрактну форму оплати праці.
17 квітня 1992 зареєстрований Статут КЗВА, як державного підприємства.
У 1993 році виготовлена дослідна партія невеликих вертикально-свердлильних верстатів. Зроблено дослідний зразок пристрою «Булат-6У».
Рішенням ФДМУ № 4-АТ від 31.01.94 року створено АТ «Веркон», яке є правонаступником КДЗВА. Головою правління призначений Бідний О. А.
9 лютого 1994 / лист № 73 / відбулася державна реєстрація Відкритого акціонерного товариства «Київський верстатобудівний концерн» («Веркон»). З вересня 1994 року Головою правління-президентом АТ став Дрозденко Валентин Михайлович.
У січні 1994 року утворено виробничо-комерційне підприємство «верстатку». У квітні утворений торговий дім «верстатку».
Веркон взяв участь у виставці-ярмарку «Укрверстатінструмент-94».
У короткий час, без будь-якої допомоги, колектив ВАТ «Веркон» підготував і почав випускати універсальні токарно-гвинтові верстати різних модифікацій, вкрай необхідних Україні. Проведена повна реконструкція виробництва.
1995 рік — виготовлено дослідний зразок токарно-гвинторізного верстата ДМІ-125 і дослідний зразок приставки моделі КА-703. Концерн взяв участь у Міжнародній спеціалізованій виставці «Металообробка-95» у м. Мінську і «Машинобудування-95» у м. Москві.
Ухвалено рішення про створення дочірніх підприємств в АТ, об'єднаних в концерн.
У 1998 році на честь Дня Незалежності України в листопаді — зібраний 2000-й універсальний токарний верстат КА-280.
Веркон взяв участь у машинобудівній виставці в Китаї.
У 1998 році були введені в дію міждержавні стандарти.
У 1999 році виготовлені верстати 1Б265Н-8к для Мінського тракторного заводу і виготовлені верстати першої черги для КНДР.
У складний перебудовний час Росія і країни Східної Європи, в основному відмовилися від продукції київських верстатобудівників. Було ухвалено рішення про оновлення номенклатури продукції, яку потрібно було робити. У короткі терміни, колектив Веркон підготував і почав випускати універсальні токарні верстати різних модифікацій.
У 1995—2000 рр. виготовлено і відвантажено споживачам близько 1320 верстатів.
На підприємстві була проведена реструктуризація виробництва.
У 1999 році колектив ВАТ «Веркон» стабілізував економічну ситуацію, ліквідував заборгованість.

### 2000-і
У 2000 році виготовлений 2-х шпиндельні верстат з ЧПУ ПАБ-300, який зміг замінити верстати ТМА для підшипникової галузі.
Економічне зростання діяльності підприємства дозволило освоїти продукцію нового покоління — верстати з ЧПУ, збільшити кількість робочих місць.
У 2001 році були виготовлені:
- 2-х шпиндельні верстати з ЧПУ ПАБ-130 — 2шт.;
- токарний патронні-центрові верстати з ЧПУ КА-280Ф;
- точильно — шліфувальні верстати ТШ-300; ТШ-250.

Виготовлено 260 шт. верстатів (зростання на 24 %).
Проведено роботи з технічного переозброєння виробництва, капітальний ремонт верстатів, проведено роботи з капітального ремонту виробничих і адміністративних приміщень. На це витрачено близько 4 млн грн.
У 2002 році діяльність Концерну проходила в умовах формування нової стратегії виробничої діяльності, а саме — зменшення випуску серійної універсальної продукції, що має низький попит у покупців і перехід на виробництво спеціальних високоефективних верстатів з ЧПУ під конкретного замовника.
Протягом року виготовлено дослідні зразки верстатів:
2-х шпиндельні з ЧПУ ПАБ-160;
універсальний токарний КА-150;
вертикально-свердлильний КА-232.
Спроектовано (розробник КТЦВ) і велася технологічна підготовка до виробництва верстатів з ЧПУ серії КА-440/441/442.
У 2003 році фінансово-господарська діяльність концерну була спрямована на впровадження нової економічної моделі, яка передбачає інноваційний шлях розвитку, перехід на випуск сучасної високотехнологічної, високоефективної техніки, впровадження соціальних програм.
На підприємстві була здійснена повна реструктуризація виробництва, реорганізація всіх збиткових дочірніх підприємств. Інвестувалися конструкторські та технологічні розробки для освоєння нової техніки.
Були зняті з виробництва верстати КА-280, КА-163. Проводився перехід на серійний випуск 2-х шпиндельні верстатів з ЧПУ ПАБ-130, ПАБ-160.
Розпочато роботи з проектування та підготовки виробництва нового токарного 2-х шпиндельного вертикального верстата моделі ПАБ-350, в якому реалізувалася схема обробки нерухомим ріжучим інструментом.
Реалізовано договір на розробку принципово нового пристрою для токарної обробки сфери, його виготовлення та проведення обробки дослідної партії деталей на спеціально замовленому верстаті ПАБ-130.
2004 рік. Поставлені на серійне виробництво 2-х шпиндельні верстати з ЧПУ: ПАБ-140 і ПАБ-160.
Спроектовано і виготовляються дослідні зразки нової техніки: ПАБ-350 та КА-608 — одношп.прод. операційний верстат, які плануються постачати на підшипникові заводи Росії та Україні.
Орієнтація продукції на експорт потребувала підвищення якості продукції — європейської якості і проведення сертифікаційного аудиту системи управління якістю. У листопаді цього року ТОВ «ТЮФ НОРД Україна» провело сертифікаційний аудит системи менеджменту якості відповідно до вимог ISO 9001 ÷ 2000. Як підсумок сертифікаційного аудиту, наш концерн отримав сертифікат ТЮФ СЕРТ по ISO 9001 ÷ 2000 від 01.ХІІ.2004.
У 2005 році виготовлено дослідні верстати, які відправлені замовникам: ТАК-101, ДА-102, ДА-103 (на базі верстатів КА-608). Колектив став базовим підприємством з постачання обладнання для токарної обробки для підшипникової промисловості на пострадянському просторі. За концерном закріпилася слава виробника верстатів з ЧПУ, що наближаються до міжнародних стандартів. Цьому сприяли міжнародні виставки. За результатами виставки в 2006 р. першого верстата моделі ПАБ-102 на ВАТ «Юпітер» у м. Валдай, що в Новгородській області Росії.
Виготовлялися складні верстати ПАБ-350 — це практично нова модифікація верстата, що дозволяє отримання деталей по точності параметру в межах допуску 0,03 мм, що відповідає параметрам обробки на шліфувальному верстаті.
Стратегічним планом розвитку ВАТ на 2006—2011 роки передбачається підвищення ефективності господарської діяльності, розробка і реалізація концепції розвитку підприємства проведення політики реінвестування виробництва і капіталізації бізнесу за рахунок інноваційного розвитку та диверсифікації виробництва, створення нових видів бізнесу.
З 2006 року Товариством здійснювалася реалізація концепція розвитку підприємства, яка передбачала створення сучасного наукоємного ефективного виробництва і нових напрямів діяльності.
Використовуючи побажання споживачів, були вдосконалена:
- Токарні 2-х шпиндельні верстати з моделі ПАБ-130. і ПАБ −160;
- Токарний 2-х шпиндельні верстат з ЧПУ моделі ПАБ-350;
- Токарні операційні комплекси на базі модулів КА-608 моделі 101, 102.

Крім визначених стратегічних завдань залишаються проблеми будівель і споруд концерну, відсоток зносу яких становить близько 62 %. Зусилля і кошти концерну були спрямовані на ліквідацію наслідків діяльності ливарного, гальванічного виробництв, проведення ремонту корпусів та недопущення аварійної ситуації, демонтаж фізично і технологічно застарілого, зношеного майна, заміну інженерно-технічних мереж.
У виробничій сфері Веркон ставить перед собою завдання, спрямовані на подальший випуск нової техніки-верстатів з ЧПУ і високотехнологічних ліній; проведені значні роботи з відновлення основних фондів.
Капітальні інвестиції у 2006 році по концерну загалом склали майже 7,4 млн грн.
Відповідно до потреб господарської діяльності проводилась кадрова політика. Коректувалася структура управління Веркон, змінювався штатний розклад, відбулася ротація кадрів, підвищився рівень кадрового потенціалу.
У 2007 році підприємство продовжувало роботу над розробкою нових проектів верстатів з ЧПУ з розширеними технологічними можливостями, на базі вже створених моделей ПАБ-130, ПАБ-350, КА-608.
На базі верстата ПАБ-350 проведені нові проектні роботи з розширення технологічних можливостей, в результаті яких була створена нова модель вертикального двошпиндельного верстата з ЧПУ ПАБ-600 з максимальним діаметром зовнішньої обробки — 600 мм.
У 2008 році підприємство на 10-й ювілейній Міжнародній виставки «Металообробка — 2008» показало свої експонати — верстати моделей ПАБ-160, ПАБ-350 і нову розробку — горизонтальний двошпиндельні токарний верстат-автомат з ЧПУ з автоматичним завантаженням і розвантаженням моделі ПАБ-133.
Верстат ПАБ-160 визнано найкращим товаром 2008 року на регіональному рівні.
На базі верстата КА-608 була поставлена на виробництво комплексна лінія з виробництва різних типів мідних колекторів для побутових електродвигунів.
Підприємство має заявки від Дніпропетровського трубного заводу «Інтерпайп», Запорізького автозаводу й інших підприємств.

### 2010-і
Нині підприємство випускає:
- Токарські агрегатні комплекси ТАК-102 і 101/102, у яких заготівка автоматично поетапно подається в шпиндель, обробляється й обрізається. ТАК-102 складається із двох модулів КА-608. Заготівка після обробки з першого шпинделя передається (з переворотом) на другий.
- ПАБ-133 — горизонтальний одношпиндельний токарний верстат з ЧПУ з автоматичним завантаженням-вивантаженням
- ПАБ-130, ПАБ-160 — горизонтальні двошпиндельні токарні верстати з ЧПУ з автоматичним завантаженням-вивантаженням
- Автоматизовані лінії профілювання листа

Підприємство також надає послуги:
- проводить капітальний ремонт і модернізацію металообробного обладнання
- виконує індивідуальні замовлення з проектування, виготовлення і ремонту вузлів, механізмів і деталей машин.

## Відзнаки
- У 1980 році Завод удостоєний звання «Зразкове підприємство».
- У травні 1981 року колективу присвоєно звання «Об'єднання високої якості»,
- в 1983 році — «Підприємство високої культури виробництва».
- У грудні 1984 року завод був нагороджений орденом Леніна.